# Zoë Porphyrogenita
Zoë Porphyrogenita (Grieks: Ζωή, Zōē) (± 978 - Constantinopel, juni 1050), keizerin van Byzantium, hielp door huwelijk of adoptie vier keizers op de troon. Ze was als dochter van Constantijn VIII samen met haar zuster Theodora III de laatste vertegenwoordiger van de Macedonische dynastie. Achtereenvolgens was ze de echtgenote van de keizers Romanos III Argyros en Michaël IV Paphlagon, de stiefmoeder van Michaël V Kalaphates, na diens val in 1042 enige maanden samen met Theodora zelfstandig keizerin en ten slotte de echtgenote van keizer Constantijn IX Monomachos.

## Jeugd
Zoë Porphyrogenita (betekenis: de in het purper geborene) was de dochter van keizer Constantijn VIII en Helena Alypia. Diens oudere broer keizer Basileios II Boulgaroktonos (976-1025) was dus haar oom. Basileios was ongehuwd en zijn opvolger Constantijn VIII had alleen drie dochters, van wie de oudste, Eudokia, een door de pokken geschonden gezicht had en daarom in het klooster was getreden.
Er was een plan dat een van de twee overgebleven prinsessen, waarschijnlijk Zoë, met de westelijke keizer Otto III zou trouwen. Dit was de zoon van de Byzantijnse prinses Theophanu, die een aangetrouwde nicht was van Basileios' voorganger, keizer Johannes I Tzimiskes. Zoë vertrok naar Italië, maar Otto stierf voordat het huwelijk kon worden voltrokken. Daarna werd er, ondanks het feit dat er geen mannelijke nakomelingen waren, geen moeite meer gedaan Zoë of Theodora uit te huwelijken. Ook de dood van Basileios II in 1025 - Zoë was toen al achter in de veertig - bracht geen verandering in dit nog steeds niet bevredigend verklaarde gebrek aan initiatief. De gezusters sleten hun leven in het vrouwenkwartier van het paleis. In de loop der jaren ontstond er een steeds grotere wederzijdse afkeer tussen de twee.

## Huwelijk met Romanos III
Pas op zijn sterfbed ging Constantijn VIII op zoek naar echtgenoten voor zijn dochters, die toen al in de vijftig waren en hun hele leven in het vrouwenkwartier van het paleis hadden doorgebracht. De keus viel op het allerlaatste moment op de stadscommandant van Constantinopel, Romanos Argyros, een telg uit een rijk adellijk geslacht, tevens een achterkleinzoon van keizer Romanos I Lekapenos.
Romanos was volgens de geschiedschrijver Michaël Psellus meer dan tien jaar ouder dan Zoë en dus al in de zestig. Bovendien was hij al getrouwd met een zekere Helena. Dit probleem loste Constantijn op door te dreigen Romanos de ogen te laten uitsteken als zijn vrouw niet in het klooster trad en daardoor de weg vrijmaakte voor een nieuw huwelijk. Helena gaf toe en trad onder de naam Maria in een nonnenklooster. Het nieuwe huwelijk werd snel voltrokken en in november 1028, drie dagen voor Constantijns dood, werden de twee gekroond. Men neemt meestal aan dat Zoë weinig bezwaar had tegen het huwelijk, maar Johannes Skylitzes en Johannes Zonaras meldden dat zij Romanos aanvankelijk afwees.
Als keizerin leidde Zoë een verkwistend en extravagent leven. Haar zuster probeerde ze weg te werken door haar naar een klooster te sturen, maar de nieuwe keizer stond Theodora toch enkele keizerlijke voorrechten toe. Toen het bejaarde echtpaar ondanks medische en magische hulpmiddelen geen kinderen kreeg, verloor Romanos de interesse in zijn keizerin, nam in alle openbaarheid een minnares en verbood haar de toegang tot de schatkist.

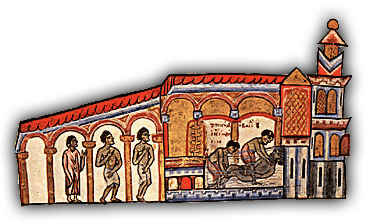
De dood van Romanos III

## Huwelijk met Michaël IV
Toen het huwelijk slechter werd viel Zoë's oog op de veel jongere Paphlagonische boerenzoon Michaël. Deze was bij het hof naar voren geschoven door zijn oudere broer, de machtige ambtenaar Johannes Orphanotrophos, die als eunuch geen aanspraak op de troon kon maken. De keizerin werd, zoals Johannes had verwacht, verliefd op de jonge knappe Michaël, en begon in alle openlijkheid een affaire met hem. Meermaals werd het paar in een compromitterende toestand betrapt. Romanos ondernam echter niets tegen de situatie. In 1034 liet Zoë, die als rechtmatige erfgenaam van de dynastie niet van plan was zich opzij te laten schuiven, hem door trawanten van Michaël in bad verdrinken.
Nog diezelfde dag vond het huwelijk met Zoë plaats en besteeg Michaël de troon als Michaël IV. Ook de nieuwe keizer verloor echter na het huwelijk zijn belangstelling voor haar en liet haar zelfs opsluiten; het lot van zijn voorganger stond hem nog helder voor de geest. Michaël was een kundig heerser, maar leed aan steeds erger wordende epileptische aanvallen, waardoor de regering in feite in handen kwam van zijn broer Johannes. In 1041 trok de keizer zich terug in een klooster, waar hij nog diezelfde dag stierf.

## Keizerin-moeder van Michaël V
Mogelijk al in 1035 had Zoë op instigatie van Johannes diens neef Michaël Kalaphates als opvolger geadopteerd. Zoë regeerde na de dood van Michaël IV van 10 tot 13 december 1041 over het Rijk, maar ging er daarna, na verzekeringen dat zij als keizerin-moeder de ware macht zou uitoefenen, mee akkoord dat haar stiefzoon Kalaphates als Michaël V de troon besteeg.
Deze betoonde Johannes Orphanotrophos, aan wie hij de troon te danken had, weinig dankbaarheid; hij liet hem verbannen. Overmoedig geworden liet Michaël nu de keizerin als non in een klooster opsluiten in een klooster op Prinkipos, een van de Prinseneilanden. Bij de verbanning van de alom gehate Orphanotrophos had niemand een vinger uitgestoken, maar nu kwamen de kerk, de adel en het volk in opstand. De brutaliteit van de parvenu Michaël jegens de rechtmatige keizerin veroorzaakte een opstand en uiteindelijk werd hij ten val gebracht.
Nu was het de beurt aan Zoë en Theodora, die samen de troon bestegen. In opdracht van de laatste werd de afgezette keizer op 20 april 1042 blind gemaakt, om te voorkomen dat Zoë hem alles zou vergeven, zodat hij terug aan de macht zou komen. De verhouding tussen de beide zusters werd al snel zo onhoudbaar, dat Zoë de heerschappij naar zich toe trok door na enkele maanden opnieuw te huwen.

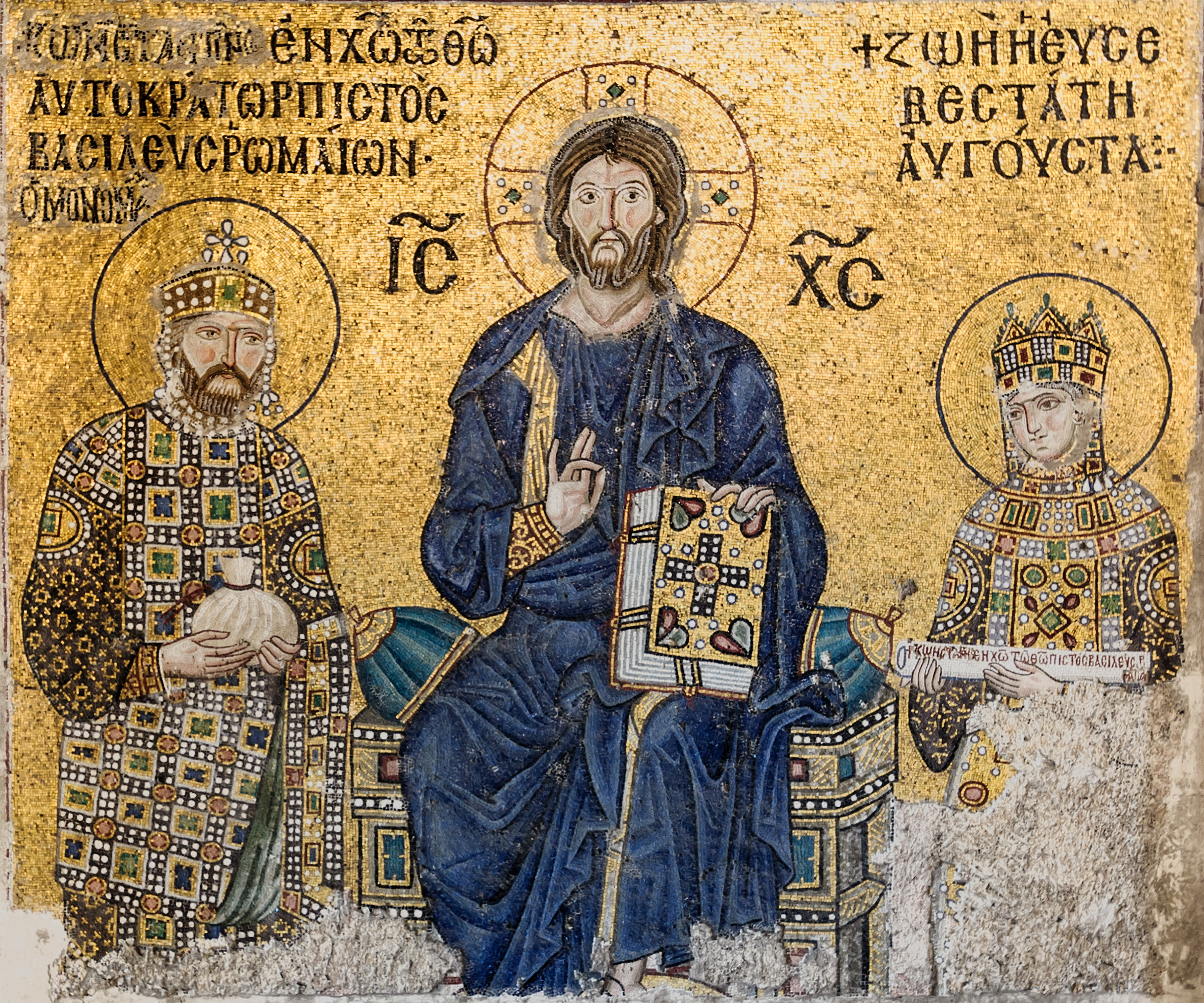
Mozaïek in de Hagia Sophia: Christus tussen Constantijn IX en Zoë. De keizerin biedt Christus een document aan, de keizer een geldelijke schenking. Het mozaïek dateert oorspronkelijk uit de tijd van Romanos III, maar de hoofden van de afgebeelde personen werden later veranderd.

## Huwelijk met Constantijn IX
De ongeveer 64-jarige keizerin nam op 11 juni 1042 Constantijn Monomachos tot echtgenoot, die de troon beklom als Constantijn IX. Monomachos was een oude bekende, al in de tijd van Zoë's huwelijk met Romanos III ging het gerucht dat ze samen een affaire hadden.
De nieuwe keizer was een levensgenieter die zijn medekeizerinnen geen strobreed in de weg legde en samen met hun vrolijk de staatskas plunderde. Hij maakte geen geheim van de relatie met zijn minnares Maria Sklerina, de achterachterkleindochter van Bardas Skleros, tegenkeizer uit de tijd van Basileios II. Zoë maakte hiertegen - in tegenstelling tot het volk - geen bezwaar en ging er zelfs mee akkoord dat aan Sklerina alle eerbetonen van een keizerin toekwamen en dat zij als haar gelijke werd behandeld. De keizerin was weinig in de regeringszaken geïnteresseerd en stoorde zich dus ook niet aan Sklerina's invloed hierop.
Zoë stierf in 1050 aan een koorts. Altijd was ze de lieveling van het volk geweest, hoewel ze in staatszaken nauwelijks geïnteresseerd was en historisch vooral vanwege haar huwelijken relevant is. Constantijn IX overleed vijf jaar later en werd opgevolgd door Theodora.